# Helicops scalaris
Espèce
Synonymes
- Helicops hogei Lancini, 1964

Statut de conservation UICN

 LC  : Préoccupation mineure
Helicops scalaris  est une espèce de serpents de la famille des Dipsadidae.

## Répartition
Cette espèce se rencontre, :
- au Venezuela dans l'État de Zulia ;
- en Colombie.

## Publication originale
- Jan, 1865 : Enumerazione sistematica degli ofidi appartenenti al gruppo Potamophilidae. Archive per la Zoologia, l’Anatomia et la Fisiologia, vol. 3, no 2, p. 201-265 (texte intégral).